# Théodore-Henri Fresson

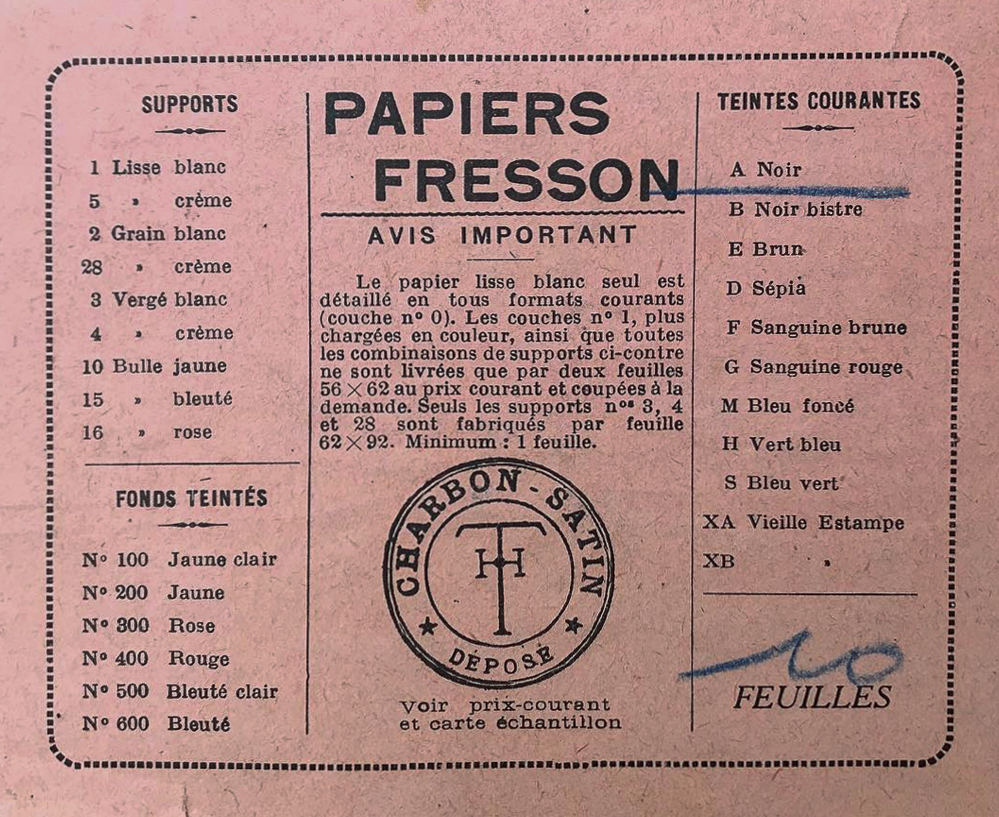
Etiketa Charbon-Satin označující Fressonův papír

Theodore-Henri Fresson (18. června 1865, Enghien-les-Bains – 15. července 1951, Neuilly-sur-Seine) byl francouzský agronom, fotograf a vynálezce fotografického tisku. Vynalezl fotografický papír, který nazval Charbon-Satin, založený na principu uhlotisku. Používá spíše pigment než barvivo a je obecně stabilní. Tento proces byl udržován v tajnosti, ale stále je praktikován členy jeho rodiny.

## Životopis
Vyškolený agronom, ale vášnivý fotograf v roce 1899 představil společnosti Société Française de Photographie „fotografické tisky vytištěné pomocí uhlotisku, které nazval jako saténový uhlotisk“. Tento proces využíval „přípravu papíru s několika vrstvami s různou citlivostí“. Papíry připravené k použití vyráběl a prodával ve své dílně v Dreuxu, kde mu pomáhala jeho manželka Marie a synové Pierr (1904–1983) a Edmond (1898–1964).
Mezi piktorialistické fotografy, kteří využívali tento vynález, patří José Ortiz Echagüe, Léonard Misonne, Robert Demachy, Constant Puyo, Laure Albin-Guillot, Lucien Lorelle a Pierre Jahan.
V roce 1950 se jeho syn Pierre Fresson snažil přizpůsobit proces barvám a přestěhoval se do dílny v Savigny-sur-Orge. Dílna byla sice menší, ale blíže k pařížským a zahraničním zákazníkům.
Théodore-Henri Fresson zemřel ve věku 86 let 15. července 1951.
Jeho vnuk Michel Fresson začal spolupracovat se svým otcem Pierrem a společně po dvou letech výzkumu a testování vyvinuli první barevný uhlotisk nazvaný jako „Fressonův proces“.

## Galerie
Příklady fotografií využívající Fressonovu metodu:

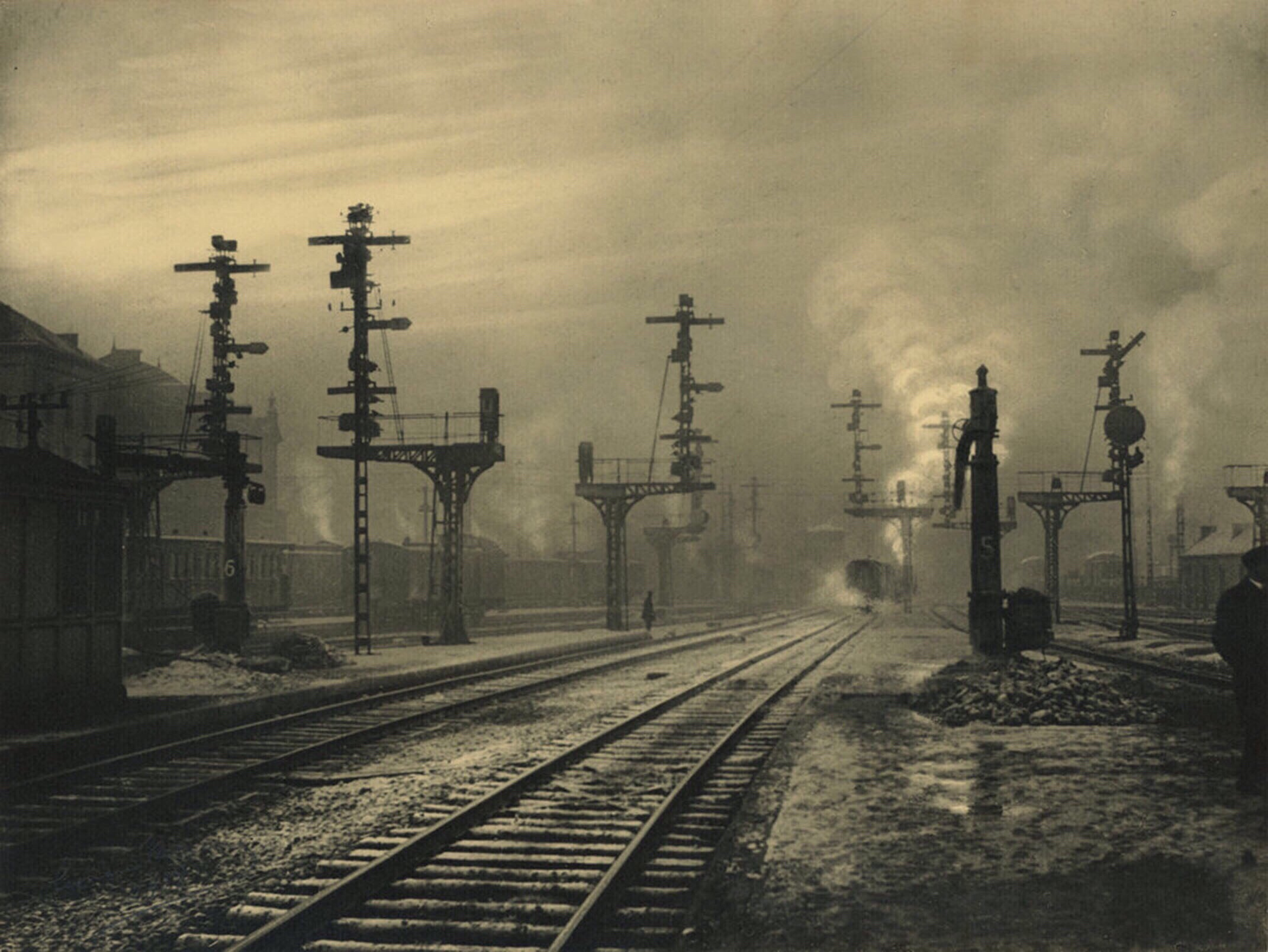
Léonard Misonne: Station Namen, 1910
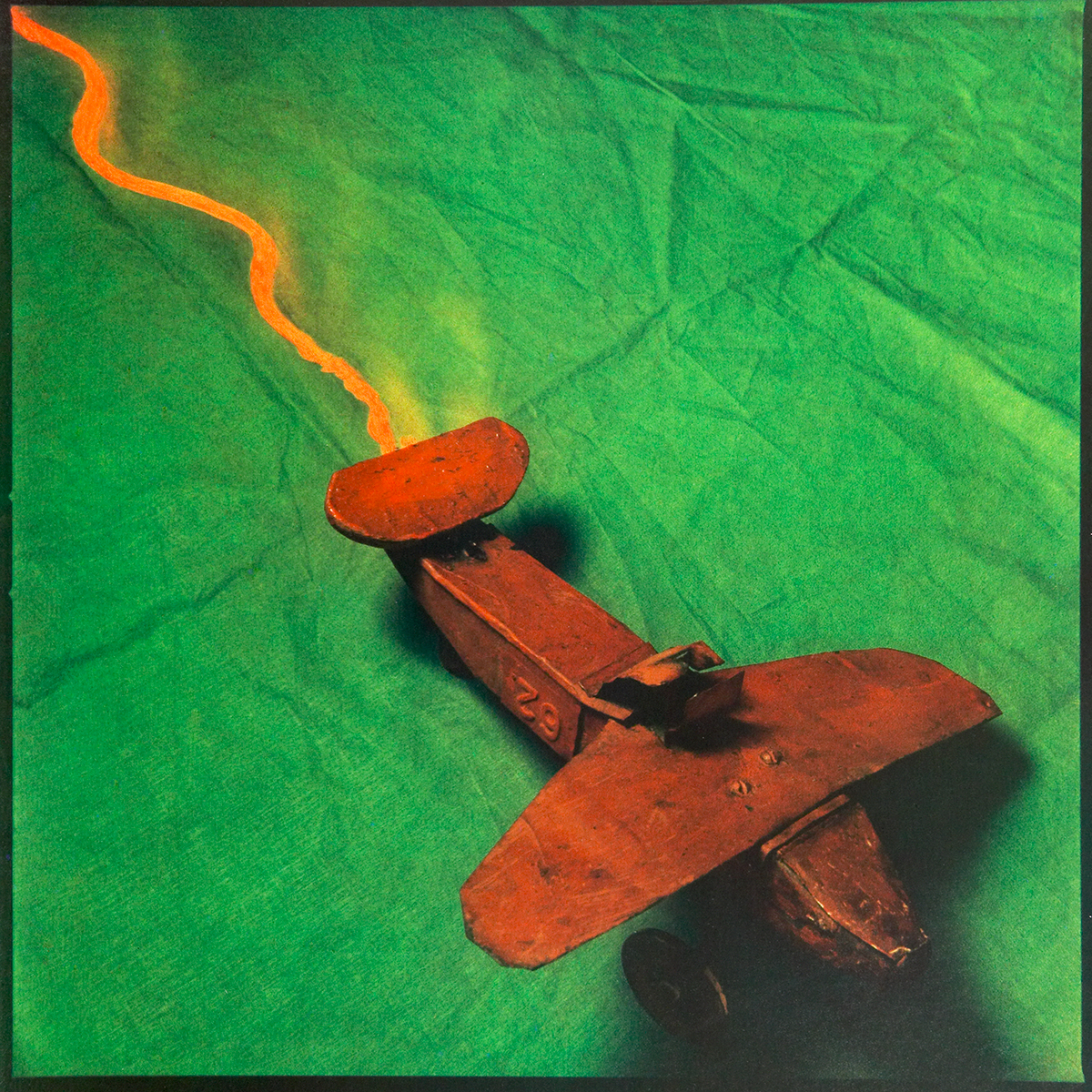
Jacques Pugin: Les jouets #08, 1984
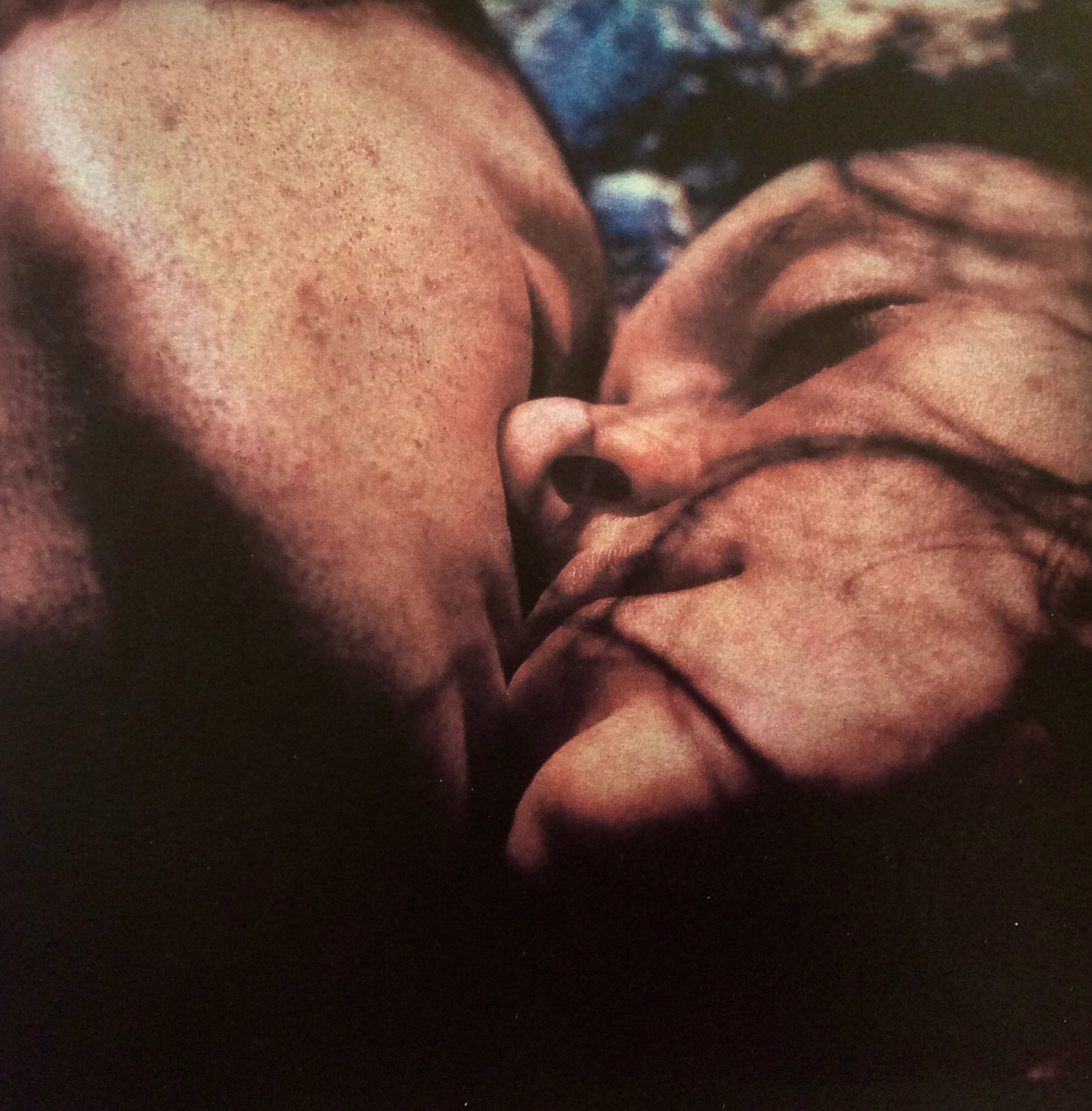
Didier Ben Loulou: Bez názvu
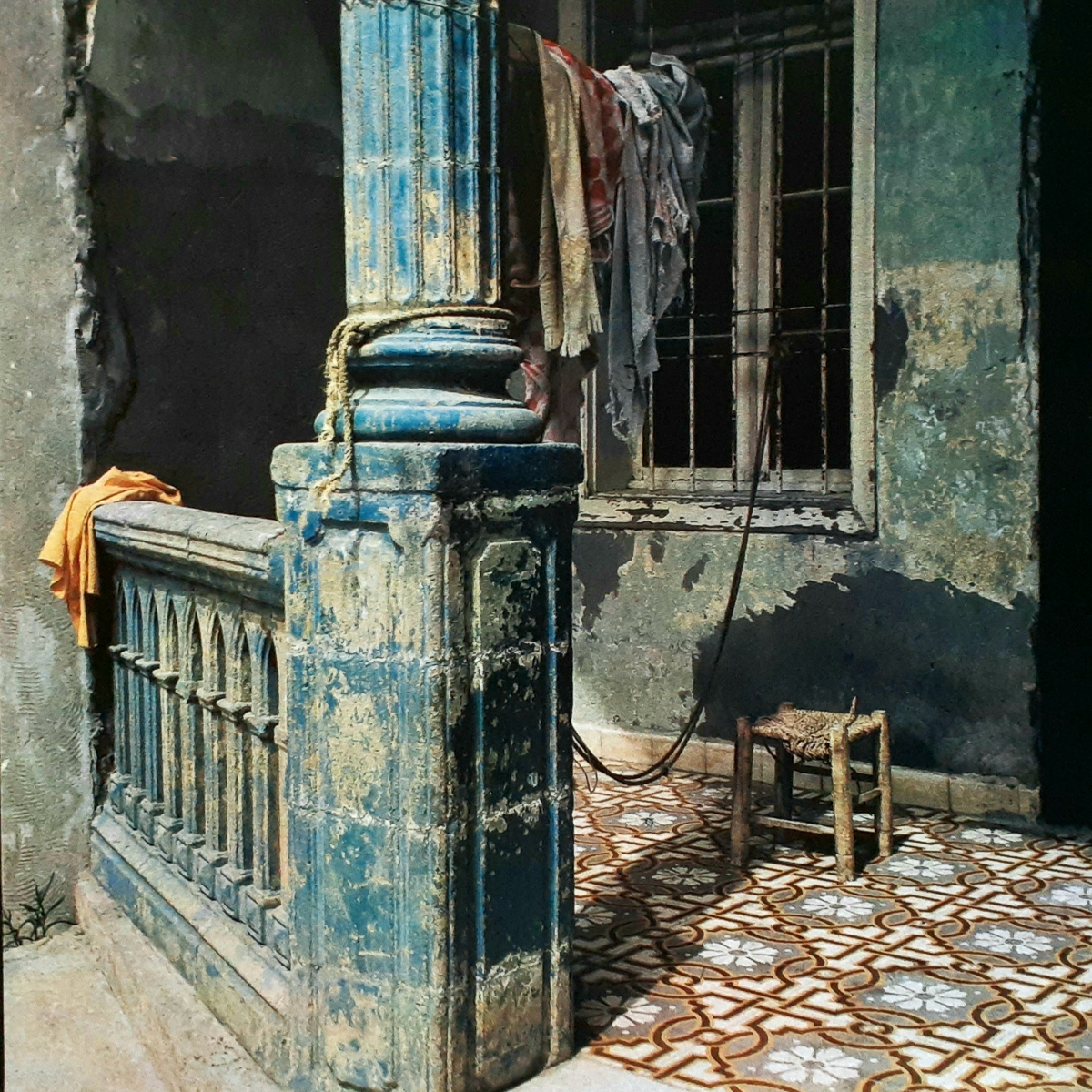
Didier Ben Loulou: Bez názvu